# Machaeropteris leptacma
Machaeropteris leptacma är en fjärilsart som beskrevs av Edward Meyrick 1919. Machaeropteris leptacma ingår i släktet Machaeropteris och familjen äkta malar. Inga underarter finns listade i Catalogue of Life.